# Escudo de Torrejoncillo
El escudo de Torrejoncillo (Cáceres) se adoptó el 23 de octubre de 1986, mediante la Orden del 9 de octubre de 1986, por la que se aprueba el Escudo Heráldico Municipal para el Ayuntamiento de Torrejoncillo. Antes de su aprobación, el nuevo blasón fue propuesto por el Pleno Corporativo del Ayuntamiento, incluyendo en el expediente un informe de la Real Academia de la Historia y otro de la Diputación Provincial de Cáceres.
Dicha Orden describe la composición heráldica del escudo de la siguiente forma:

Entado en punta: 1º, de plata, un león rampante, de púrpura (que puede representarse de gules), linguado y armado de gules y coronado de oro; 2º, de sinople, una torre derruida de oro; entado de azur, una antorcha de oro flamante de oro y gules. Al timbre, Corona Real cerrada.